# Vicente Guerrero
Vicente Guerrero er en landsby i Vicente Guerrero i Durango.Byen havde i 2005 en befolkning på 15.150.

## Links
- Officielle hjemmeside (Spansk)

23°44′03″N 103°59′06″V / 23.7342°N 103.985°V